# Šattuara
Šattuara je bil kralj huritskega Mitanskega kraljestva, ki je vladal v 13. stoletju pr. n. št.
Po uporu in porazu v vojni z asirskim kraljem Adadnirarijem I. (vladal 1295-1263 pr. n. št.) je postal vazal Asirskega kraljestva. Napis kralja Adadnirarija I. pravi, da se je uprl proti svojemu gospodu, vendar je bil ujet in prisiljen obnoviti prisego zvestobe.
Kasnejše omembe Šattuare  kažejo, da je vladal v Mitaniju tudi pod asirskim kraljem Šalmaneserjem I. (vladal 1263-1233 pr. n. št.).  Asirski napisi o njem pravijo, da je začel vojno proti Šalmaneserju I. Napis je verjetno napačen in se nanaša  na  upor in vojno proti Adadnirariju I., ki sta jo začela ali Šattuara ali njegov sin Vasašatta.

## Sklic
1. ↑  Cambridge Ancient History, str. 276.

| Šattuara Rojen: ni znano Umrl: ni znano |                                                             |                      |
| Vladarski nazivi                        |                                                             |                      |
| Predhodnik: Šattivaza                   | Vazalni kralj Mitanskega kraljestva 13. stoletje pr. n. št. | Naslednik: Vasašatta |